# Cuerpo ciliar

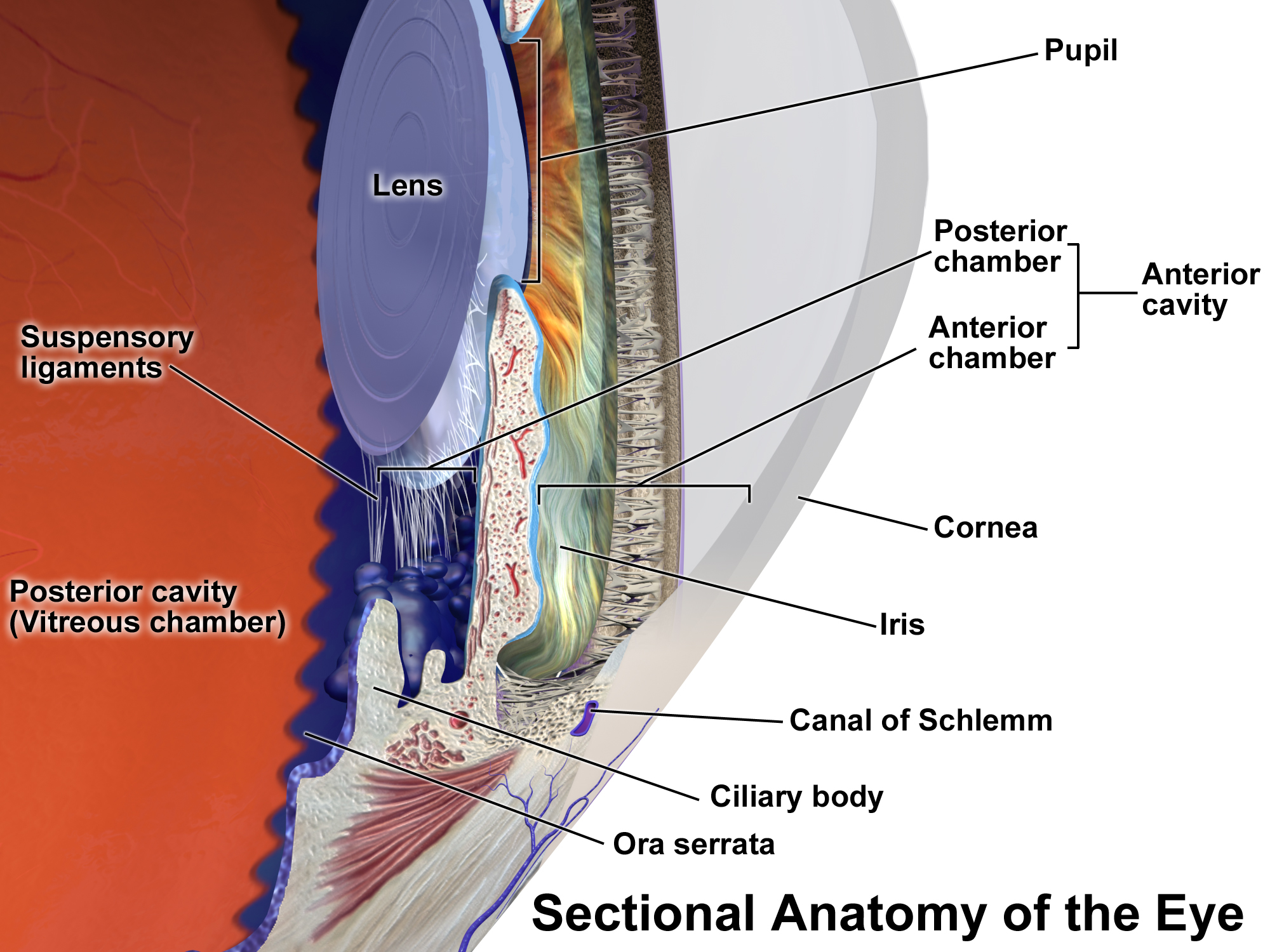
Sección anteroposterior del ojo

El cuerpo ciliar es una parte del ojo situada entre el iris y la región de la ora serrata en la retina. Está formado por dos estructuras: los procesos ciliares y el músculo ciliar. Es responsable de la producción del humor acuoso y del cambio de forma del cristalino necesario para lograr la correcta acomodación (enfoque).

## Anatomía
La pared del ojo consta de tres capas concéntricas, la más externa es la capa fibrosa (esclerótica), la intermedia es la capa vascular y la más interna es la retina. La capa vascular también denominada úvea, consta a su vez de tres partes, la coroides en la porción posterior y el cuerpo ciliar e iris en la zona anterior.
El cuerpo ciliar se extiende desde la parte anterior de la retina hasta la base del iris, inmediatamente detrás de la unión de la esclera con la córnea. Está constituido por dos partes bien diferenciadas: 
- La pars plicata que forma los 2 milímetros anteriores y contiene los procesos ciliares. Los procesos ciliares son unos pliegues en la parte anterior del cuerpo ciliar.

- La pars plana que es la parte posterior, más aplanada y de 4 mm de longitud. En esta zona se encuentra el músculo ciliar, que es una banda circular de músculo liso que consta de fibras radiales y longitudinales.

### Relación del ligamento suspensorio del cristalino con la pars plana
El ligamento suspensorio del cristalino está formado por dos capas de fibras radiales que se insertan respectivamente en la cápsula anterior y posterior del cristalino. Las fibras posteriores del ligamento suspensorio del cristalino se originan en la pars plana, penetran en la parte posterior de los valles ciliares, cambian de dirección y se insertan en la cápsula posterior del cristalino 1 mm por detrás de su estructura. Las fibras anteriores del ligamento suspensorio del cristalino se originan fundamentalmente en la pars plana y ocasionalmente en los valles ciliares.

## Fisiología
El cuerpo ciliar posee dos funciones bien definidas. Por un lado los procesos ciliares que ocupan una superficie de 6 mm cuadrados en cada ojo, son los encargados de producir el humor acuoso a una velocidad de 2-3 microlitros por minuto. El humor acuoso es esencial para el correcto funcionamiento del globo ocular y debe mantenerse a una presión de 15 mm Hg con un margen de solamente 2 mm Hg. Si la presión del humor acuoso sube, se produce una enfermedad llamada glaucoma que de no controlarse adecuadamente puede tener como consecuencia un déficit importante de agudeza visual e incluso ceguera.
El músculo ciliar por su parte, tiene como función cambiar la forma del cristalino, modificando por tanto, el poder  refractivo de este, para así conseguir un buen enfoque de la imagen en la retina.